# Окоменюк, Татьяна Владимировна
Татьяна Окоменюк (при рождении Татьяна Владимировна Фоменко) (род. 21 февраля 1962 года) — немецкая русскоязычная писательница. Лауреат многих литературных наград, а также орденов и медалей. Автор более 15 книг.

## Биография
«Толчком для написания моей первой книги «Замужем за немцем» послужили опять-таки письма читательниц, в которых они жаловались мне на невыносимую жизнь с немецкими мужьями. Мне захотелось все это облечь в художественную форму. Писем оказалось так много, что материала хватит еще на парочку романов. Что касается моей героини, то, в какой-то степени, она является моим аlter ego, но никак не автобиографическим персонажем. От меня там — только моменты нашей с дочерью жизни в Украине и „путь в Германию“ посредством знакомства с немцем через брачное агентство. Остальное — художественный вымысел».
Закончила филологический факультет Тернопольского государственного педагогического университета. 15 лет занималась преподавательской деятельностью и активно публиковалась во многих всеукраинских изданиях. С 1998 года проживает в Германии, во Франкфурте-на-Майне. Сотрудничала с русской редакцией берлинского радио RBB Rundfunk Berlin-Brandenburg, множеством газет, журналов и сетевых изданий Германии, Греции, Бельгии, Австрии, Франции, Чехии, США, Израиля, России, Украины, Латвии, Беларуси. 
С 2010 года по 2014 год — председатель жюри Берлинского Международного литературного конкурса «Лучшая книга года». С 2015 года — Председатель оргкомитета Берлинского Международного литературного конкурса «Лучшая книга года».
Замужем. Дочь Татьяна (1981 года рождения).

### Награды[2]
- Диплом Лауреата Международного фестиваля «Литературная Вена 2009», за очерк «Меж двух миров с равным притяжением» (Австрия, Вена).
- Золотая медаль Победителя Международного литературного конкурса «Лучшая книга года 2009», за повесть «Замужем за немцем» (Германия, Берлин).
- Серебряная медаль Победителя Международного Литературного фестиваля «Русский Stil 2010» за очерк «Устав чужого монастыря» (Германия, Майнау)[3][4].
- Статуэтка «Бриллиант» и Диплом Берлинского независимого Фонда «Литературное наследие» — «за художественное мастерство и высокую гражданскую позицию романа» «Иуда» (Берлин, 2010).
- Диплом Лауреата Международного конкурса «Серебряный стрелец 2010» за рассказ «Наваждение» (США, Лос-Анджелес).
- Специальный Диплом Международного конкурса «Золотое перо России 2010» — за очерк «Сохранить „русское“ в наших детях» (Москва).
- Именная медаль на постаменте «Лучшему автору нового тысячелетия» от Фонда русской словесности, Всемирного Союза писателей и Союза писателей России «за глубокий нравственно-философский смысл и высокое художественное мастерство романа „Иуда“» (Москва, 2011).
- Литературная премия им. А. С. Грибоедова «За достижения в области литературы» от Союза писателей-переводчиков и Фонда русской словесности (Москва, 2011)
- Высшая награда МОСКОВСКОГО МЕЖДУНАРОДНОГО КОНКУРСА «НАЦИОНАЛЬНАЯ ЛИТЕРАТУРНАЯ ПРЕМИЯ ЗОЛОТОЕ ПЕРО РУСИ 2011» — «Знак особого отличия ЗОЛОТОЕ ПЕРО РУСИ» — «За высокое художественное мастерство рассказа „Вендетта“».
- Литературная премия им. А. П. Чехова «За вклад в русскую литературу» от Союза писателей России (Москва, 2012).
- Специальный диплом и медаль военно-художественной студии писателей Министерства обороны Российской Федерации «За гражданственность и патриотизм публицистики» (Москва, 2012).
- Почетный Знак «Трудовая Доблесть» за популяризацию русского языка на планете от Всероссийской общественной организации Героев, Кавалеров Государственных наград и Лауреатов Государственных премий (Москва, 2012).
- Орден «Мир и дружба» от Московского Фонда Мира за активную литературно-общественную деятельность, вклад в дело пропаганды русской культуры и сохранение родного языка за пределами России (Москва, 2013).
- Диплом Российского агентства правовой и судебной информации (РАПСИ) за лучший авторский материал (Москва, 2013).
- Литературно-общественная премия «Светить всегда!» с вручением Ордена «В. В. Маяковский» от Союза писателей Евразии и Союза писателей-переводчиков «За новаторское развитие отечественных культурных традиций в романе „Послание с «того» света“» (Москва, 2014).
- Литературная премия «Святой благоверный великий князь Александр Невский» «За художественное мастерство в исследовании человеческих взаимоотношений и высокую духовность романа «Голуби над куполами» (Москва, 2017).

### Интервью
- Юрий Ефимов. Итак, она звалась Татьяной… Архивная копия от 10 мая 2016 на Wayback Machine
- Константин Июльский. Интервью радиостанции Deutsche Welle Архивная копия от 10 мая 2016 на Wayback Machine
- Юрий Ефимов. Ужель та самая Татьяна? Архивная копия от 10 мая 2016 на Wayback Machine
- Константин Штамм. И людям вновь несет добро ее бессонное перо! Архивная копия от 10 мая 2016 на Wayback Machine
- Татьяна Родионова. Татьяна Окоменюк: «Главное для писателя — жизненный материал» Архивная копия от 10 мая 2016 на Wayback Machine
- Александр Гальченко. «Замужем за немцем» — «Лучшая книга 2009 года» Архивная копия от 10 мая 2016 на Wayback Machine
- Борис Кунин. «Главное произведение моей жизни у меня еще впереди» Архивная копия от 10 мая 2016 на Wayback Machine
- Борис Кунин. Татьяна Окоменюк: «Немцам немножечко не хватает нашей „придури“» Архивная копия от 11 июня 2016 на Wayback Machine
- Алёна Колесникова. Интервью радиостанции «Funkhaus Europa WDR» Архивная копия от 10 мая 2016 на Wayback Machine
- Раиса Шиллимат. Татьяна Окоменюк: «Писательство сегодня уже не профессия, а дорогостоящее хобби» Архивная копия от 2 мая 2016 на Wayback Machine